# Scarlat Momiceanu
Scarlat Momiceanu, romunski general, * 1892, † 1972.